# Herbert Voitl
Herbert Voitl   (* 11. Juli 1925 in Žatec (deutsch Saaz); † 25. Oktober 2011 in Erlangen) war ein deutscher Anglist und Sprachwissenschaftler.

## Leben und Werk
Voitl studierte in Hamburg und Freiburg Anglistik, Germanistik und Romanistik. Er promovierte 1955 an der Albert-Ludwigs-Universität Freiburg mit der Arbeit Neubildungswert und Stilistik der Komposita bei Shakespeare und war bis 1965 wissenschaftlicher Mitarbeiter in Hamburg. Von 1957 bis 1958 war er als British Council Scholar in Oxford. Von 1965 bis 1993 war Voitl Ordinarius für Englische Philologie an der Friedrich-Alexander-Universität Erlangen-Nürnberg, von 1977 bis 1979 auch Dekan.

## Weitere Werke
- (Hrsg. unter Mitwirkung von Ernst Burgschmidt und Dieter Götz): Der sprachpraktische Teil des Studiums der Anglistik, Erlangen 1970
- (Hrsg.): The study of the personal names of the British Isles. Proceedings of a working conference at Erlangen, 21.–24. September 1975, Erlangen 1976